# Edna Anhalt
Edna Anhalt, geb. Richards (* 10. April 1914 in New York City, New York; † 1987), war eine US-amerikanische Drehbuchautorin und Filmproduzentin.

## Leben
Edna Richards heiratete 1935 den Drehbuchautoren Edward Anhalt. Zusammen schrieben sie unter dem Pseudonym Andrew Holt Kurzgeschichten für Pulp-Magazine. Als diese Aufmerksamkeit in Hollywood erzeugten, zogen sie nach dem Zweiten Weltkrieg von New York nach Los Angeles. Auch ihre ersten beiden Spielfilm-Drehbücher für Irving Allens Regiearbeiten Strange Voyage und  Avalanche aus dem Jahr 1946 verfassten sie noch als Andrew Holt. Im Folgejahr standen sie unter Vertrag bei Columbia Pictures und lieferten das Drehbuch für den Spielfilm Bulldog Drummond Strikes Back. Danach schrieb Edna Anhalt ohne ihren Mann die Western Sie ritten mit Jesse James, Fahr zur Hölle und Sierra. 1950 verfasste sie gemeinsam mit ihrem Mann die Vorlage für Elia Kazans Film noir Unter Geheimbefehl, wofür beide mit dem Oscar ausgezeichnet wurden. Eine weitere Nominierung für den Oscar erhielt das Paar drei Jahre später für den Thriller Der Scharfschütze von Regisseur Edward Dmytryk mit Adolphe Menjou in der Hauptrolle. 1952 war Edna Anhalt Co-Produzentin von vier Spielfilmen, darunter auch Der Scharfschütze.
1956 ließen sich Edna und Edward Anhalt scheiden. Laut Edward Anhalt war es zuvor bei der Produktion von … und nicht als ein Fremder zu Streitigkeiten gekommen. 1957 schrieb Edna Anhalt ihr letztes Spielfilm-Drehbuch, danach arbeitete sie nur noch einige wenige Male für das Fernsehen. Zuletzt die Folge Hideout (3E18) aus der Serie Die Leute von der Shiloh Ranch (org. The Virginian) im Jahr 1965.

## Filmografie (Auswahl)

### Drehbuch
- 1949: Sie ritten mit Jesse James (The Younger Brothers)
- 1950: Unter Geheimbefehl (Panic in the Streets)
- 1950: Sierra
- 1950: Fahr zur Hölle (Return of the Frontiersman)
- 1952: Das Mädchen Frankie (The Member of the Wedding)
- 1952: Der unsichtbare Schütze (The Sniper)
- 1955: … und nicht als ein Fremder (Not as a Stranger)
- 1957: Stolz und Leidenschaft (The Pride and the Passion)
- 1965: Die Leute von der Shiloh Ranch (The Virginian)

### Produktion
- 1952: Das Mädchen Frankie (The Member of the Wedding)
- 1952: Der Scharfschütze (The Sniper)
- 1952: Eight Iron Men
- 1952: My Six Convicts

## Auszeichnungen
- 1951: Oscar für Unter Geheimbefehl
- 1953: Oscar-Nominierung für Der Scharfschütze